# Quinn Gleason
Quinn Gleason (Mendon, 10 novembre 1994) è una tennista statunitense.

## Biografia
Quinn Gleason ha vinto 1 titolo in singolare e 15 titoli in doppio nel circuito ITF.
Ha raggiunto il suo best ranking 323ª posizione in singolare il 29 luglio 2019, mentre in doppio la 95ª il 9 ottobre 2023.

## Statistiche WTA

### Doppio

#### Vittorie (1)
| Legenda              |
| -------------------- |
| Grande Slam (0)      |
| Ori Olimpici (0)     |
| WTA Finals (0)       |
| WTA Elite Trophy (0) |
| Dal 2021             |
| WTA 1000 (0)         |
| WTA 500 (0)          |
| WTA 250 (1)          |

| N. | Data            | Torneo              | Superficie | Compagna       | Avversarie in finale      | Punteggio |
| 1. | 3 novembre 2024 | Mérida Open, Mérida | Cemento    | Ingrid Martins | Magali Kempen Lara Salden | 6-4, 6-4  |

#### Sconfitte (1)
| Legenda              |
| -------------------- |
| Grande Slam (0)      |
| Argenti Olimpici (0) |
| WTA Finals (0)       |
| WTA Elite Trophy (0) |
| Dal 2021             |
| WTA 1000 (0)         |
| WTA 500 (0)          |
| WTA 250 (1)          |

| N. | Data          | Torneo             | Superficie | Compagna         | Avversarie in finale          | Punteggio           |
| 1. | 7 agosto 2023 | Prague Open, Praga | Cemento    | Elixane Lechemia | Nao Hibino Oksana Kalašnikova | 7-6(7), 5-7, [3-10] |

## Circuito WTA 125

### Doppio

#### Vittorie (4)
| N. | Data              | Torneo                           | Superficie  | Compagna       | Avversarie in finale              | Punteggio        |
| 1. | 16 settembre 2023 | Slovenia Open, Lubiana           | Terra rossa | Amina Anšba    | Freya Christie Yuliana Lizarazo   | 6-3, 6-4         |
| 2. | 7 settembre 2024  | Montreux Open, Montreux          | Terra rossa | Ingrid Martins | María Carlé Simona Waltert        | 6-3, 4-6, [10-7] |
| 3. | 15 giugno 2025    | Città di Grado Tennis Cup, Grado | Terra rossa | Ingrid Martins | Veronika Erjavec Dominika Šalková | 6-2, 5-7, [10-5] |
| 4. | 13 luglio 2025    | Grand Est Open 88, Contrexéville | Terra rossa | Ingrid Martins | Emily Appleton Isabelle Haverlag  | 6-1, 7-6(4)      |

#### Sconfitte (3)
| N. | Data             | Torneo                          | Superficie  | Compagna         | Avversarie in finale            | Punteggio           |
| 1. | 26 novembre 2022 | Montevideo Open, Montevideo     | Terra rossa | Elixane Lechemia | Ingrid Martins Luisa Stefani    | 5-7, 7-6(6), [6-10] |
| 2. | 17 agosto 2024   | Barranquilla Open, Barranquilla | Cemento     | Ingrid Martins   | Jessica Failla Hiroko Kuwata    | 6-4, 6(2)-7, [7-10] |
| 3. | 7 giugno 2025    | Open delle Puglie, Bari         | Terra rossa | Ingrid Martins   | Marija Kozyreva Iryna Šymanovič | 6-3, 4-6, [7-10]    |

## Statistiche ITF

### Singolare

#### Vittorie (1)
| Torneo $100.000 (0) |
| Torneo $80.000 (0)  |
| Torneo $75.000 (0)  |
| Torneo $60.000 (0)  |
| Torneo $50.000 (0)  |
| Torneo $40.000 (0)  |
| Torneo $25.000 (0)  |
| Torneo $15.000 (1)  |
| Torneo $10.000 (0)  |

| N. | Data          | Torneo                                               | Superficie  | Avversaria     | Punteggio        |
| 1. | 3 giugno 2017 | ITF Women's Circuit Villa del Dique, Villa del Dique | Terra rossa | Victoria Bosio | 6(2)-7, 6-3, 6-2 |

#### Sconfitte (1)
| Torneo $100.000 (0) |
| Torneo $80.000 (0)  |
| Torneo $75.000 (0)  |
| Torneo $60.000 (0)  |
| Torneo $50.000 (0)  |
| Torneo $40.000 (0)  |
| Torneo $25.000 (0)  |
| Torneo $15.000 (1)  |
| Torneo $10.000 (0)  |

| N. | Data          | Torneo                 | Superficie | Avversaria   | Punteggio     |
| 1. | 10 marzo 2018 | Archigen Cup, Solarino | Sintetico  | Greet Minnen | 6-2, 2-6, 4-6 |

### Doppio

#### Vittorie (15)
| Torneo $100.000 (1) |
| Torneo $80.000 (3)  |
| Torneo $75.000 (0)  |
| Torneo $60.000 (3)  |
| Torneo $50.000 (0)  |
| Torneo $40.000 (0)  |
| Torneo $25.000 (4)  |
| Torneo $15.000 (4)  |
| Torneo $10.000 (0)  |

| N.  | Data             | Torneo                                                                     | Superficie  | Partner             | Avversarie                           | Punteggio        |
| 1.  | 16 aprile 2017   | Audi Melbourne Pro Tennis Classic, Indian Harbour Beach                    | Terra verde | Kristie Ahn         | Laura Pigossi Renata Zarazúa         | 6-3, 6-2         |
| 2.  | 14 luglio 2017   | Knokke Zoute Ladies Open, Knokke                                           | Terra rossa | Luisa Stefani       | Leonie Küng Axana Mareen             | 6–4, 7–5         |
| 3.  | 21 luglio 2017   | Iris Ladies Trophy, Bruxelles                                              | Terra rossa | Luisa Stefani       | Priscilla Heise Deborah Kerfs        | 6–3, 6–2         |
| 4.  | 4 agosto 2017    | Open Castilla y León, El Espinar                                           | Cemento     | Luisa Stefani       | Ayla Aksu Bibiane Schoofs            | 6–3, 6–2         |
| 5.  | 22 febbraio 2018 | Archigen Cup, Solarino                                                     | Sintetico   | Emily Appleton      | Mathilde Armitano Maria Masini       | 3–6, 7–5, [10–8] |
| 6.  | 2 marzo 2018     | Archigen Cup, Solarino                                                     | Sintetico   | Svjatlana Piraženka | Anna Klasen Romy Kölzer              | 6-4, 6-4         |
| 7.  | 9 novembre 2018  | Copa LP Chile Hacienda Chicureo, Colina                                    | Terra rossa | Luisa Stefani       | Barbara Gatica Rebeca Pereira        | 6–0, 4–6, [10–7] |
| 8.  | 19 gennaio 2019  | Tournoi International Féminin Open de la Ville de Petit-Bourg, Petit-Bourg | Cemento     | Luisa Stefani       | Vladica Babić Rosalie van der Hoek   | 7-5, 6-4         |
| 9.  | 6 aprile 2019    | Innisbrook Women's Open, Palm Harbor                                       | Terra verde | Ingrid Neel         | Akgul Amanmuradova Lizette Cabrera   | 5–7, 7–5, [10–8] |
| 10. | 15 febbraio 2020 | Kentucky Open, Nicholasville                                               | Cemento (i) | Catherine Harrison  | Hailey Baptiste Whitney Osuigwe      | 7–5, 6-2         |
| 11. | 12 giugno 2021   | Profesional Santo Domingo, Santo Domingo                                   | Cemento     | Emina Bektas        | Kelly Williford Ana Carmen Zamburek  | 7-5, 6-4         |
| 12. | 10 ottobre 2021  | Henderson Tennis Open, Las Vegas                                           | Cemento     | Tereza Mihalíková   | Emina Bektas Tara Moore              | 7-6(5), 7-5      |
| 13. | 23 ottobre 2021  | Mercer Tennis Classic, Macon                                               | Cemento     | Catherine Harrison  | Alycia Parks Alana Smith             | 6-2, 6-2         |
| 14. | 19 febbraio 2022 | Aegon Pro-Series Glasgow, Glasgow                                          | Cemento (i) | Catherine Harrison  | Justina Mikulskytė Valerija Savinych | 6-4, 6-1         |
| 15. | 27 aprile 2024   | Boar's Head Resort Women's Open, Charlottesville                           | Terra verde | Emily Appleton      | Marija Kononova Marija Kozjreva      | 7-6(5), 6-1      |

#### Sconfitte (19)
| Torneo $100.000 (2) |
| Torneo $80.000 (1)  |
| Torneo $75.000 (0)  |
| Torneo $60.000 (4)  |
| Torneo $50.000 (0)  |
| Torneo $40.000 (0)  |
| Torneo $25.000 (5)  |
| Torneo $15.000 (4)  |
| Torneo $10.000 (3)  |

| N.  | Data              | Torneo                                                    | Superficie  | Partner            | Avversarie                              | Punteggio           |
| 1.  | 22 luglio 2016    | ITF Women's Circuit Târgu Jiu, Târgu Jiu                  | Terra rossa | Melissa Kopinski   | Andreea Roșca Gabriela Nicole Tatarus   | 6-4, 4-6, [8-10]    |
| 2.  | 29 luglio 2016    | ITF Women's Circuit Târgu Jiu, Târgu Jiu                  | Terra rossa | Melissa Kopinski   | Alexandra Perper Anastasia Vdovenco     | 6–1, 2–6, [8–10]    |
| 3.  | 21 luglio 2017    | LTP Charleston, Charleston                                | Terra verde | Whitney Kay        | Andie Daniell Erin Routliffe            | 4-6, 2-6            |
| 4.  | 11 febbraio 2017  | Movistar Women's, Manacor                                 | Terra rossa | Jaeda Daniel       | Lauren Embree Alexa Guarachi            | 1-6, 5-7            |
| 5.  | 2 giugno 2017     | ITF Women's Circuit Villa del Dique, Villa del Dique      | Terra rossa | Mara Schmidt       | Lara Escauriza Stephanie Nemtsova       | 2-6, 3-6            |
| 6.  | 29 luglio 2017    | AIG Ladies Irish Open, Dublino                            | Sintetico   | Emily Appleton     | Giorgia Marchetti Rosalie van der Hoek  | 5-7, 4-6            |
| 7.  | 9 marzo 2018      | Internazionali Femminili di Solarino, Solarino            | Sintetico   | Laura Ashley       | Katarzyna Kawa Šalimar Talbi            | 3-6, 4-6            |
| 8.  | 9 giugno 2018     | Resortquest Pro Women's Open at Sea Colony, Bethany Beach | Terra verde | Sanaz Marand       | Robin Anderson Maegan Manasse           | 6-2, 6(6)-7, [3-10] |
| 9.  | 30 settembre 2018 | Central Coast Pro Tennis Open, Templeton                  | Cemento     | Luisa Stefani      | Asia Muhammad Maria Sanchez             | 7–6(4), 2–6, [8–10] |
| 10. | 7 ottobre 2018    | Stockton Challenger, Stockton                             | Cemento     | Luisa Stefani      | Hayley Carter Ena Shibahara             | 5–7, 7–5, [7–10]    |
| 11. | 27 luglio 2019    | Challenger Banque Nationale de Granby, Granby             | Cemento     | Ingrid Neel        | Haruka Kaji Junri Namigata              | 6(5)–7, 7–5, [8–10] |
| 12. | 5 giugno 2021     | Profesional Santo Domingo, Santo Domingo                  | Cemento     | Emina Bektas       | Erina Hayashi Kanako Morisaki           | 7–6(3), 1–6, [7–10] |
| 13. | 11 febbraio 2022  | Aegon Pro-Series Birmingham, Birmingham                   | Cemento (i) | Catherine Harrison | Andrė Lukošiūtė Eliz Maloney            | 6(4)-7, 6-3, [8-10] |
| 14. | 14 gennaio 2023   | Naples Women's, Naples                                    | Terra verde | Emily Appleton     | Reese Brantmeier Makenna Jones          | 4-6, 2-6            |
| 15. | 21 gennaio 2023   | Vero Beach International, Vero Beach                      | Terra verde | Elixane Lechemia   | Francesca Di Lorenzo Makenna Jones      | 6-4, 3-6, [3-10]    |
| 16. | 18 febbraio 2023  | Guanajuato Open, Irapuato                                 | Cemento     | Elixane Lechemia   | Emina Bektas Ingrid Neel                | 6(4)-7, 6-3, [6-10] |
| 17. | 11 marzo 2023     | Graystone ITF Challenger Driven, Fredericton              | Cemento (i) | Jamie Loeb         | Jessie Aney Dalayna Hewitt              | 6(2)-7, 4-6         |
| 18. | 21 giugno 2024    | Ilkley Trophy, Ilkley                                     | Erba        | Tang Qianhui       | Kristina Mladenovic Elena-Gabriela Ruse | 2-6, 2-6            |
| 19. | 20 ottobre 2024   | Macon Tennis Classic, Macon                               | Cemento     | Ingrid Martins     | Sophie Chang Katarzyna Kawa             | 5-7, 4-6            |